# 7월 22일
7월 22일은 그레고리력으로 203번째(윤년일 경우 204번째) 날에 해당한다.

## 사건
- 1962년 - 미국의 금성 탐사선 매리너 1호가 발사 5분 만에 파괴됐다.
- 1994년 - 감비아에서 야히아 자메가 쿠데타를 일으켰다.
- 2005년 - 대한민국, 이건희 회장·홍석현 주미대사 및 검사 등 20여 명의 뇌물수수 등에 대해 수록된 안기부 도청문건을 조선일보에서 보도하다.
- 2009년 - 대한민국에서 미디어법이 직권상정되었다.
- 2009년 - 21세기 최대의 부분일식이 관측됐다.
- 2010년 - 국제사법재판소는 코소보의 독립 선언은 국제법상 위법 행위가 아니라는 판결을 내렸다.
- 2011년 - 노르웨이에서 연쇄테러 사건 발생, 93명 사망.
- 2013년 - 중화인민공화국 간쑤성에서 규모 6.6의 강진이 발생해 94명이 사망하고 800여 명이 부상당했다.
- 2014년 - 오후 5시 50분, 강릉에서 청량리로 가는 무궁화호 열차와 관광열차가 충돌하였다. 이 사고로 1명이 사망하고 90여 명이 부상당했다.

## 문화
- 1927년 - 이탈리아의 축구 클럽 AS 로마 창단.
- 2017년 - 미국의 차세대 제럴드 R. 포드급 항공모함 USS 제럴드 R. 포드 (CVN-78)의 취역식이 버지니아주 노퍽 해군기지에서 열리다.
- 2022년 - KBS 2TV 심야 음악 프로그램인 유희열의 스케치북이 폐지되었다.

## 탄생
- 1259년 - 고려의 왕비 제국대장공주. (~1297년)
- 1882년 - 미국의 화가 에드워드 호퍼. (~1967년)
- 1887년 - 독일의 물리학자 구스타프 헤르츠. (~1975년)
- 1888년 - 미국의 세균학자 셀먼 에이브러햄 왁스먼. (~1973년)
- 1889년 - 잉글랜드의 영화 감독 제임스 웨일. (~1957년)
- 1898년 - 미국의 조각가 알렉산더 콜더. (~1976년)
- 1910년 - 미국의 애니메이터, 예술가, 사진 작가 루시 톰슨. (~2021년)
- 1916년 - 대한민국의 배우, 수필가, 정치인 이해랑. (~1989년)
- 1923년 - 미국의 정치인 밥 돌. (~2021년)
- 1934년
  - 대한민국의 군인, 국영기업가 박희도.
  - 미국의 배우 루이즈 플레처. (~2022년)
- 1938년
  - 영국의 배우 테런스 스탬프. (~2025년)
  - 리투아니아의 권투 선수 리차르다스 타물리스.
- 1939년 - 대한민국의 교육자 이주희.
- 1940년 - 미국의 방송인, 퀴즈쇼 진행자 앨릭스 트리벡. (~2020년)
- 1944년 - 미국의 배우 피터 제이슨. (~2025년)
- 1946년
  - 미국의 배우 대니 글러버.
  - 미국의 영화각본가, 감독 폴 슈레이더.
- 1947년 - 미국의 배우, 희극인 앨버트 브룩스.
- 1948년 - 콜롬비아 무장혁명군(FARC)의 최고지도자 알폰소 카노.
- 1951년
  - 미국의 배우 티사 패로우. (~2024년)
  - 미국의 농구 선수 슬릭 왓츠. (~2025년)
- 1952년 - 대한민국의 언론인 우원길.
- 1955년 - 미국의 배우 윌럼 더포.
- 1958년 - 일본의 야구 선수, 야구 감독 하라 다쓰노리.
- 1959년
  - 대한민국의 전 아나운서 윤영미.
  - 미국의 정치인 케이트 마셜.
- 1961년 - 대한민국의 정치인 정재웅.
- 1962년
  - 소련의 배우 로만 마댜노프. (~2024년)
  - 미국의 음악가 스티브 알비니. (~2024년)
  - 일본의 만화 스토리 작가, 소설가, 수필가 키바야시 신.
- 1963년 - 스페인의 전 축구 선수 에밀리오 부트라게뇨.
- 1964년 - 미국의 배우 데이비드 스페이드.
- 1965년
  - 대한민국의 정치인 조현일.
  - 미국의 프로레슬링 선수 숀 마이클스.
  - 일본의 성우 츠무라 마코토.
- 1966년 - 대한민국의 변호사, 정치인 조윤선.
- 1967년 - 영국의 배우 리스 이반스.
- 1969년
  - 그리스의 가수 데스피나 반디.
  - 독일의 역도 선수 로니 벨러.
  - 대한민국의 공무원 국승인.
- 1971년
  - 대한민국의 가수 김연우.
  - 대한민국의 전 축구 선수 김태완.
- 1972년
  - 대한민국의 축구 선수, 축구 지도자 박효진.
  - 캐나다의 배우 콜린 퍼거슨.
- 1973년
  - 대한민국의 가수 서영은.
  - 대한민국의 정치인 한창민.
  - 오스트레일리아의 음악가 대니얼 존스.
- 1974년 - 대한민국의 배우 김지호.
- 1975년
  - 대한민국의 만화편집자 박종현.
  - 미국의 배우, 싱어송라이터 니키 보이어.
- 1978년
  - 덴마크의 축구 선수 데니스 로메달.
  - 미국의 프로레슬링 선수 판당고.
  - 말레이시아의 가수, 배우 아르니 나지라
- 1979년 - 대한민국의 성우 정미라.
- 1980년
  - 대한민국의 래퍼 타블로 (에픽하이).
  - 네덜란드의 축구 선수 디르크 카윗.
  - 벨기에의 싱어송라이터 케이트 라이언.
- 1981년
  - 대한민국의 사격 선수 이보나.
  - 오스트레일리아의 배우, 영화 감독 조시 로슨.
  - 미국의 레슬링 선수 케니 킹.
- 1982년 - 대한민국의 전 야구 선수 송산.
- 1983년 - 독일의 배우 마리암 자리.
- 1984년
  - 대한민국의 배우 이정길.
  - 스웨덴의 싱어송라이터 엘린 란토.
  - 우크라이나의 펜싱 선수 올레흐 슈투르바빈.
- 1985년
  - 대한민국의 배우 이동휘.
  - 대한민국의 배우 이선아.
  - 아일랜드의 싱어송라이터 라이언 돌란.
- 1986년
  - 일본의 배우 스에나가 하루카.
  - 대한민국의 배우 유연지.
  - 대한민국의 바이올리니스트 한수진.
- 1988년
  - 대한민국의 야구 선수 김광현 (SK 와이번스).
  - 대한민국의 배우 박지수.
  - 일본의 배우 요시타카 유리코.
  - 일본의 전 황족 센게 노리코
- 1989년
  - 대한민국의 배우 최창엽.
  - 대한민국의 배우 박민지.
  - 일본의 축구인 아라이 준페이.
- 1990년 - 일본의 배우 니시다 노조미.
- 1991년
  - 대한민국의 모델 신재은.
  - 대한민국의 컬링 선수 이예준.
- 1992년
  - 미국의 가수 셀레나 고메즈.
  - 대한민국의 성우 이주승.
  - 대한민국의 가수 김중연 (에이식스피).
  - 일본의 가수 니토 모에노.
- 1993년
  - 이란의 레슬링 선수 나비드 아프카리. (~2020년)
  - 대한민국의 바둑 기사 정훈현.
  - 대한민국의 야구 선수 김재영.
- 1994년
  - 중국의 가수 이문한 (유니크).
  - 일본의 성우 겸 가수 사에키 이오리.
  - 대한민국의 스켈레톤 선수 김지수.
- 1995년 - 대한민국의 축구 선수 황현수.
- 1996년
  - 대한민국의 가수 코발트 그린.
  - 대한민국의 축구 선수 김지현.
- 1997년
  - 대한민국의 배우 황가람.
  - 튀니지의 펜싱 선수 파레스 페르자니.
- 1998년 - 우루과이의 축구 선수 페데리코 발베르데.
- 1999년
  - 대한민국의 축구 선수 민성준.
  - 대한민국의 배구 선수 이성호.
- 2000년
  - 대한민국의 가수 프리다앤.
  - 대한민국의 리그 오브 레전드 프로게이머 도란.
  - 대한민국의 리그 오브 레전드 프로게이머 쇼메이커.
- 2001년 - 대한민국의 가수 강민서.
- 2002년 - 덴마크의 왕자 몽페자 백작 펠릭스.
- 2003년
  - 대한민국의 방송인 송의준.
  - 대한민국의 배우 전준혁.
- 2006년 - 대한민국의 배우 공지윤.
- 2013년 - 영국의 왕족 웨일스 공자 조지.

## 사망
- 1461년 - 프랑스의 왕 샤를 7세. (1403년~)
- 1676년 - 제239대 로마의 교황 교황 클레멘스 10세. (1590년~)
- 1832년 - 프랑스 제1제정의 마지막 황제 나폴레옹 2세. (1811년~)
- 1979년 - 미국의 야구인 에이모스 스트렁크. (1889년~)
- 2019년
  - 일본의 외교관 아마노 유키야. (1947년~)
  - 중화인민공화국의 정치인 리펑. (1928년~)
- 2020년
  - 대한민국의 정치인 예춘호. (1927년~)
  - 대한민국의 지방의회의원 박정옥. (1969년~)
- 2021년
  - 대한민국의 문화기관단체인 권영빈. (1943년~)
  - 대한민국의 군인 이병태. (1937년~)
- 2022년 - 미국의 야구 선수 드와이트 스미스. (1963년~)
- 2024년
  - 영국의 싱어송라이터 존 메이올. (1933년~)
  - 대한민국의 희극인 장두석. (1957년~)
- 2025년
  - 잉글랜드의 가수 오지 오스본. (1948년~)
  - 미국의 음악가 척 맨지오니. (1940년~)

## 기념일
- 파이 근사값의 날(Pi Approximation Day)

## 같이 보기
- 전날: 7월 21일 다음날: 7월 23일 - 전달: 6월 22일 다음달: 8월 22일
- 음력: 7월 22일
- 모두 보기